# Abraham Alter Fiszzon
Abraham Alter Fiszzon (ur. 1843 lub 1848 w Berdyczowie, zm. 15 stycznia 1922 w Harbinie) – żydowski aktor i reżyser teatralny, pionier i dyrektor teatru żydowskiego.

## Życiorys
Otrzymał edukację religijną. W młodości poznał Abrahama Goldfadena i Abrahama Bera Gottlobera, a wieku 17 lat uciekł z domu, udając się do Żytomierza. Był aktorem oraz autorem popularnych pieśni weselnych i biesiadnych, pisał także dramaty i komedie. Następnie założył w Rosji jidyszową trupę teatralną, którą kierował od około 1874 do 1917 roku, występując m.in. w Galicji.
Swoją karierę artystyczną rozpoczął jako śpiewak brodzki. Występował w Odessie z zespołem N.M. Szajkiewicza.
W carskiej Rosji, w okresie gdy teatr żydowski był zakazany, prowadził wędrowną trupę udającą Niemców i używającą języka będącego mieszanką niemieckiego i jidysz. W swoim teatrze prócz zatrudnionych aktorów, występował sam wraz z rodziną m.in. z żoną Bragińską, z adoptowanym synem Miszą i jego żoną Wierą Zesławską. Repertuar trupy obejmował przede wszystkim utwory Goldfadena, Josefa Lateinera, Borysa Tomaszewskiego i innych. W 1905 roku przybył do Warszawy, gdzie występował wraz z zespołem Abrahama Izaaka Kamińskiego. 
Podczas wojny domowej w Rosji planował przedostać się z Syberii do Stanów Zjednoczonych, trafił jednak do Szanghaju, a następnie do Harbinu, gdzie zmarł i został pochowany. Jego wspomnienia publikowano w gazetach rosyjskich oraz w Harbinie, Odessie, Warszawie, a po jego śmierci w Nowym Jorku,
Jako aktor występował w żydowskich filmach w języku jidysz.

## Filmografia
- 1912: Sierota Chasia